# Sveta Nedelja (Istrie)
Pour les articles homonymes, voir Sveta Nedelja.
Sveta Nedelja (en italien : Santa Domenica d'Albona) est une municipalité située dans le comitat d'Istrie, en Croatie. Au recensement de 2001, la municipalité comptait 2 909 habitants, dont 67,48 % de Croates.
Le siège de la municipalité est le village de Nedešćina.

## Localités
La municipalité de Sveta Nedelja compte 21 localités :
| - Cere - Eržišće - Frančići - Jurazini - Kraj Drage - Mali Golji - Mali Turini - Marići - Markoci - Nedešćina - Paradiž | - Ružići - Santalezi - Snašići - Sveti Martin - Štrmac - Šumber - Veli Golji - Veli Turini - Vrećari - Županići |